# Ian Platteeuw
Ian Platteeuw Fernández (Barcelona, 3 de noviembre de 2007) es un baloncestista español que pertenece a la plantilla de los Davidson Wildcats de la NCAA. Con 2,10 metros de estatura, juega en la posición de pívot. 

## Trayectoria deportiva

### Joventut de Badalona
Con ascendencia belga es un jugador formado en las categorías inferiores del UA Horta y en categoría minibasket se enroló en la cantera del Club Joventut Badalona. En la temporada 2023-24, forma parte del equipo júnior del Club Joventut Badalona y del filial de la Liga EBA, en el que promedia 9,2 puntos y 8,9 rebotes por encuentro.
El 24 de marzo de 2024, hace su debut en Liga Endesa en un partido frente al FC Barcelona Baloncesto, con apenas 16 años y 142 días, convirtiéndose en segundo debutante más joven de la historia de la Penya por detrás de Ricky Rubio. En el encuentro sumó dos puntos, un rebote ofensivo y un tapón. 
La temporada 2024-25, aún en edad juvenil, Ian sigue jugando con el junior y con el filial de Tercera FEB, además de su incorporación al equipo vinculado CB Prat de Segunda FEB y disponer de algunos minutos con el primer equipo del Joventut tanto en ACB como en Eurocup.

### NCAA y baloncesto universitario
Para la temporada 2025-26 se desvincula del Joventut de Badalona para seguir formándose en la Universidad de Davidson compitiendo en la NCAA. El club badalonés se reserva sus derechos en una futura vuelta a Europa.

## Selección nacional
Ha sido internacional en las categorías inferiores de selección española, siendo campeón de Europa Sub-16 en 2023. Luego participó en el Mundial Sub-17 de 2024 en Estambul, finalizando en séptima posición y ese mismo año en el EuroBasket Sub-18 de Tampere, quedando en el decimotercer puesto. Al año siguiente fue campeón y MVP en el Eurobasket Sub-18 de 2025 celebrado en Belgrado.